# Phaeton (Fuhrwerk)

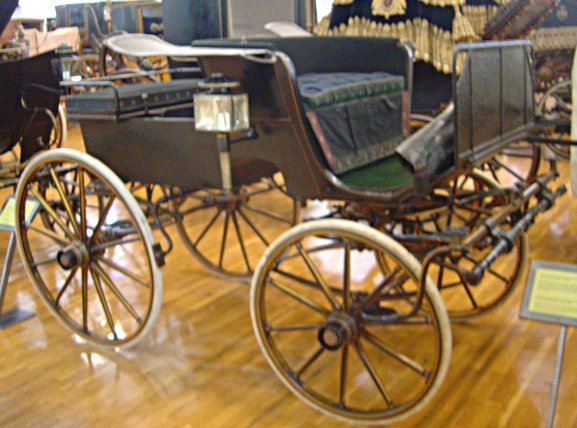
Phaeton

Als Phaeton bezeichnet man eine Herrenkutsche, also eine meistens kleine, zweiachsige, offene Kutsche mit Verdeck, die nicht von einem Bediensteten, sondern vom Herrn oder der Dame selbst gefahren wurde. Der Bedienstete saß auf der hinteren (je nach Typ einplätzigen) Bank. Eine ausschließlich für Bedienstete vorgesehene Bank erkennt man am Fehlen jeglicher Lehne.
Der Phaeton existierte in zahlreichen Varianten; die leichteste und sportlichste hieß z. B. Spider Phaeton. Ihre Blütezeit erlebten diese Wagen im 19. und frühen 20. Jahrhundert.
In der Ära vor dem Automobil war ein Phaeton definiert als ein „leichter, eleganter Wagen zum Spazierenfahren, gewöhnlich etwas hoch gestellt, oben entweder offen od[er] mit einem auf vier Säulen ruhenden, zierlichen Himmel versehen.“
Der Name Phaeton (das „e“ wird getrennt vom „a“ gesprochen, Pha-e-ton) entstammt der griechischen Mythologie. Phaeton ist der Sohn des Sonnengottes Helios, der dessen Wagen gegen den Rat des Vaters lenkt. Dabei gerät der Wagen außer Kontrolle und verbrennt die Erde. Phaeton kommt bei dieser Fahrt um und stürzt in den Strom Eridanos.

## Bekannte Exemplare
- Phaeton des Prinzen Eduard, 1785 von dem Wagenbauer Lukin oder Leader gebaut[3]